# Вечера будала (представа)
Вечера будала је позоришна представа коју је режирао Божидар Ђуровић, према тексту истоимене драме француског редитења, продуцента и драматурга Франсиса Вебера. Премијера ове представе се одиграла 11.јуна 2008. године на Новој сцени Зведара театра у Београду.

## О представи
Ово је добро скројена булеварска комедија забуне у којој постоје сви елементи савршене вечерње разбибриге: интелигентни комични заплет, надахнути глумци спремни да ток радње врте до изнемоглости а да она не буде досадна, и на крају, главни јунак добија поуку за све зло што је урадио за живота.

### Опис представе
Представа почиње организацијом вечере чији је циљ да се одабрана будала извргне руглу, а неочекивани сплет догађаја ће довести до потпуног изокретања планова организатора вечери. Урнебесна садржина, изазива гомилу смешних заплета који се разрешавају потпуним падом главног лика и моралистичко-ироничним крајем. Иако је реч о комедији, представа носи озбиљну поруку и поставља питање: Ко је данас будала, а ко паметан?

## Ликови и улоге
| Лица          | Глумци                              |
| ------------- | ----------------------------------- |
| Пињон Франсоа | Милан Лане Гутовић                  |
| Пјер          | Бранислав Зеремски                  |
| Коњал Лисјен  | Зоран Ћосић                         |
| Аршамбо       | Милан Томић / Иван Зарић            |
| Кристина      | Биљана Ђуровић                      |
| Марлена       | Нада Мацанковић / Јелена Гавриловић |
| Леблан Само   | Бојан Жировић                       |